# SM U-1 (1906)
SM U-1 − niemiecki okręt podwodny, pierwsza jednostka tej klasy w historii Kaiserliche Marine. Zbudowany w Friedrich Krupp Germaniawerft w Kilonii, wszedł do służby 14 grudnia 1906 roku. Jego eksploatacja pozwoliła na zebranie doświadczeń niezbędnych przy projektowaniu kolejnych, udoskonalonych konstrukcji. Podczas I wojny światowej był uznany za przestarzały i używany do celów szkoleniowych. Po wycofaniu ze służby w 1919 roku został odkupiony przez macierzystą stocznię i przekazany do Deutsches Museum w Monachium, w którego ekspozycji pozostaje.

## Geneza i przebieg budowy
Początki eksperymentów z okrętami podwodnymi w Niemczech sięgają roku 1850, kiedy bawarski konstruktor Wilhelm Bauer przeprowadził nieudane próby napędzanej siłą mięśni jednostki „Brandtaucher”. Jednak ani one, ani kolejne próby z jednostkami zdolnymi do pływania podwodnego, przeprowadzone w ostatniej dekadzie XIX wieku, ani doświadczenia innych flot, nie wzbudziły początkowo entuzjazmu decydentów dla nowej broni. W 1902 roku należąca do koncernu Kruppa stocznia Germaniawerft w Kilonii zatrudniła hiszpańskiego inżyniera Raimundo Lorenzo de Equevilley Montjustína, który współpracował wcześniej z francuskim pionierem budowy okrętów podwodnych, Maximem Laubeufem. Jeszcze w tym samym roku zaprojektował on eksperymentalny okręt „Forelle”, który po licznych próbach i pokazach dla oficerów Kaiserliche Marine, został w 1904 roku sprzedany Rosji. Równocześnie Rosjanie złożyli zamówienie na trzy następne jednostki, znane później jako typ Karp.
Skupiająca się dotąd na wyścigu zbrojeń w dziedzinie okrętów nawodnych Kaiserliche Marine była jedyną spośród dużych flot, która w pierwszych latach XX wieku nie posiadała okrętów podwodnych. Niechętny dotąd nowej klasie okrętów admirał Alfred von Tirpitz zdecydował się w 1904 roku powierzyć istniejącemu w ramach Urzędu Marynarki Rzeszy wydziałowi broni torpedowej (niem. Torpedoinspektion), kierowanemu przez kontradmirała Zeye, opracowanie wymagań taktyczno-technicznych dla pierwszego niemieckiego okrętu podwodnego. Budowę powierzono mającej już doświadczenie stoczni Germaniawerft, która równolegle konstruowała trzy kolejne jednostki na zamówienie rosyjskie. Oparła ona projekt na liniach teoretycznych typu Karp, wprowadzając nieznaczne modyfikacje konstrukcji i zwiększając wymiary. Opierając się na negatywnych doświadczeniach innych flot, niemieccy projektanci zrezygnowali z napędu okrętu silnikami benzynowymi, instalując w zamian silniki spalinowe systemu Körtinga zasilane kerozyną, uważaną wówczas za bezpieczniejszy od benzyny rodzaj paliwa. Ich wadą taktyczną okazały się w trakcie eksploatacji gęste, widoczne z daleka spaliny, wymagające przy tym wysokich, składanych przewodów wydechowych, kłopotliwych w użytkowaniu na okręcie podwodnym.
Stępkę pod budowę położono na początku 1905 roku. Wodowanie pierwszego U-Boota Kaiserliche Marine nastąpiło 4 sierpnia, zaś przejęcie go przez marynarkę 14 grudnia 1906 roku.

## Opis konstrukcji

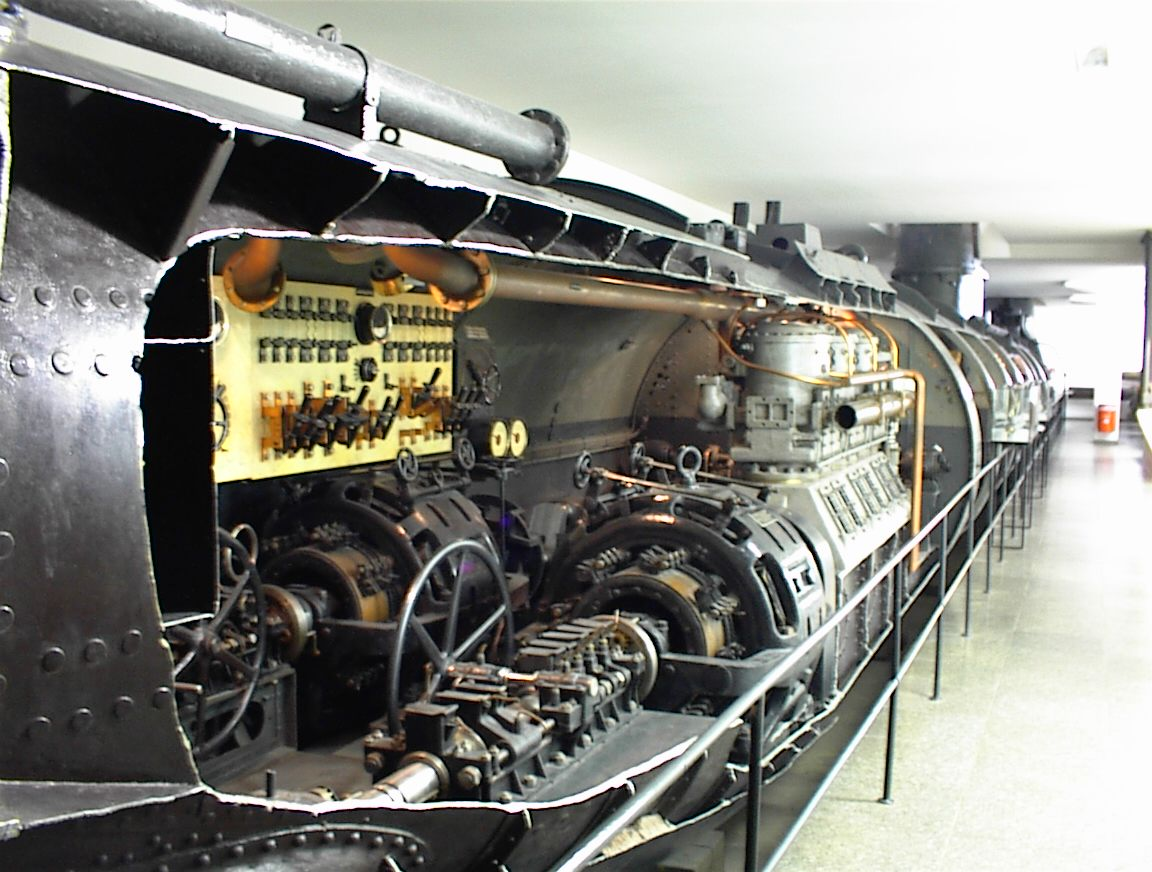
Maszynownia U-1 w Deutsches Museum

U-1 był dwukadłubowym przybrzeżnym okrętem podwodnym o długości całkowitej 42,39 m i szerokości maksymalnej 3,75 m (kadłub wewnętrzny odpowiednio 32,5 m i 2,8 m), konstrukcji nitowanej, podzielonym na siedem przedziałów wodoszczelnych. Wyporność w położeniu nawodnym wynosiła 238 ton, w zanurzeniu 283 tony, średnie zanurzenie w położeniu nawodnym 3,17 m, wysokość kadłuba wraz z kioskiem 6,35 m. Dopuszczalną głębokość zanurzenia określono na 30 metrów. Okręt dysponował dwoma peryskopami w kiosku i jednym w przednim luku.
Napęd dwa sześciocylindrowe, dwusuwowe silniki spalinowe Körtinga o mocy po 200 KM, zasilane kerozyną, oraz dwa silniki elektryczne o identycznej mocy, wyprodukowane przez Deutschen Elektromotoren-Werke z Aachen, pełniące jednocześnie funkcję generatorów. Poruszały one dwie trójłopatowe śruby średnicy 1,3 m. Prędkość maksymalna w marszu na powierzchni wynosiła 10,8 węzła, w zanurzeniu 8,7 węzła. Zasięg maksymalny na powierzchni wynosił 1500 mil morskich przy prędkości 10 węzłów i zapasie 20 ton paliwa, w zanurzeniu 50 mil morskich przy prędkości 5 węzłów. U-1 miał pojedynczy ster kierunku zamontowany przed śrubami napędowymi oraz cztery, klasycznie rozmieszczone stery głębokości.
Uzbrojenie U-1 stanowiła jedna dziobowa wyrzutnia torpedowa kalibru 450 mm, z zapasem trzech torped typu C45/91, o prędkości maksymalnej 27 węzłów i głowicy bojowej zawierającej, w zależności od wersji, od 87,5 do 141 kg materiału wybuchowego. Okręt nie posiadał uzbrojenia artyleryjskiego.
Załoga okrętu składała się początkowo z dwóch oficerów oraz dziesięciu podoficerów i marynarzy, w późniejszym okresie służby zwiększono ją do trzech oficerów oraz maksymalnie 19 podoficerów i marynarzy. Dysponowali oni jedną łodzią ratunkową.

## Służba

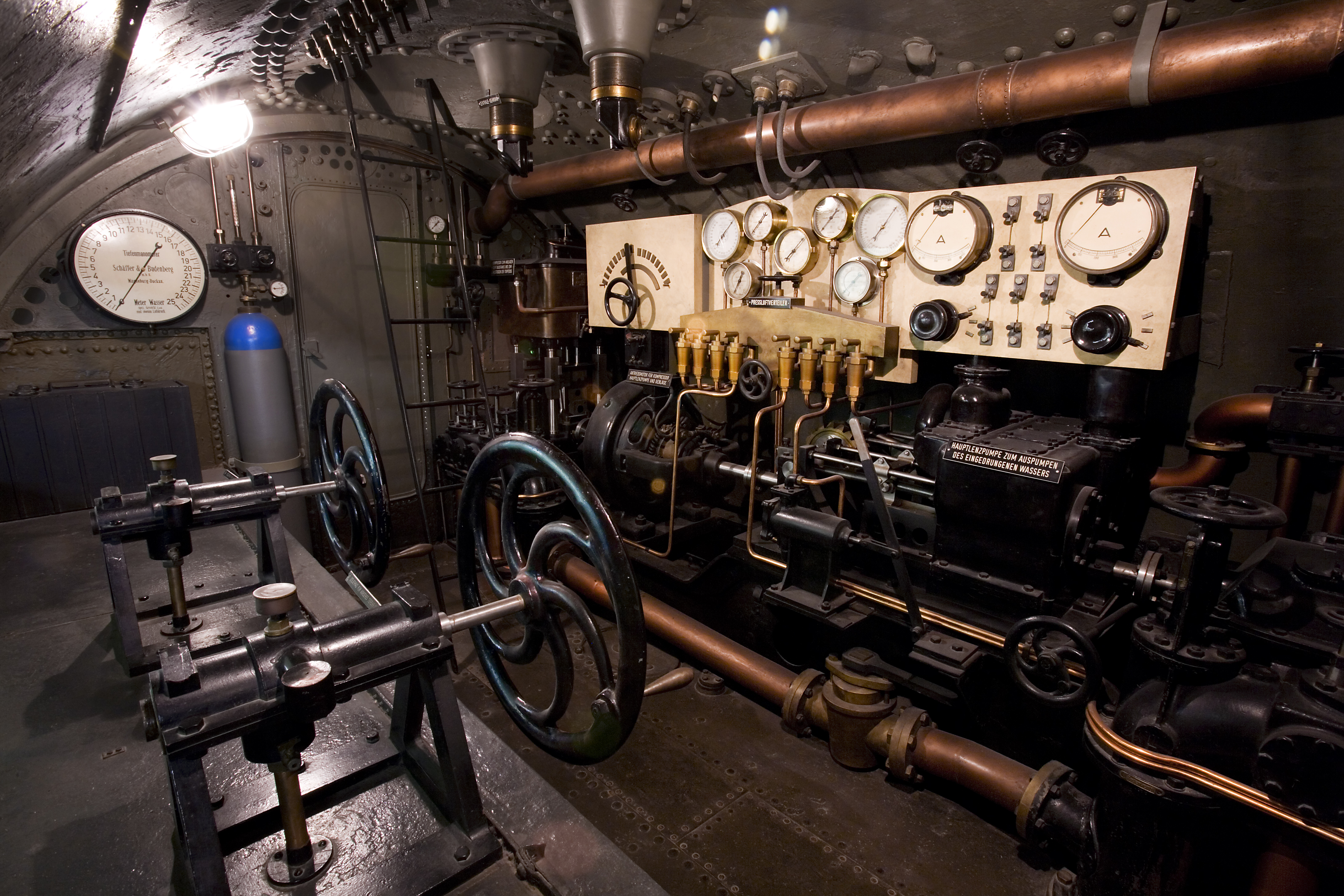
Centrala U-1, w ekspozycji Deutsches Museum

Pierwszym dowódcą U-1 został kapitan Erich von Boehm-Bezing. Okręt został wykorzystany do pierwszych niemieckich eksperymentów z operacyjnym użyciem okrętów podwodnych, szczególnie intensywnych w pierwszych osiemnastu miesiącach służby. Zdobyte wtedy doświadczenia były podstawą do opracowania kolejnych, większych i doskonalszych jednostek. W 1907 roku U-1 i jego załoga udowodnili swą wartość bojową, przeprowadzając w trakcie manewrów zaskakujący i skuteczny atak torpedowy (torpedami ćwiczebnymi) na mały krążownik „München”. W tym samym roku okręt został zaprezentowany podczas Tygodnia Kilońskiego, a jesienią przepłynął samodzielnie z Wilhelmshaven przez Cieśniny Duńskie do Kilonii, dając dowód niezłych właściwości morskich.

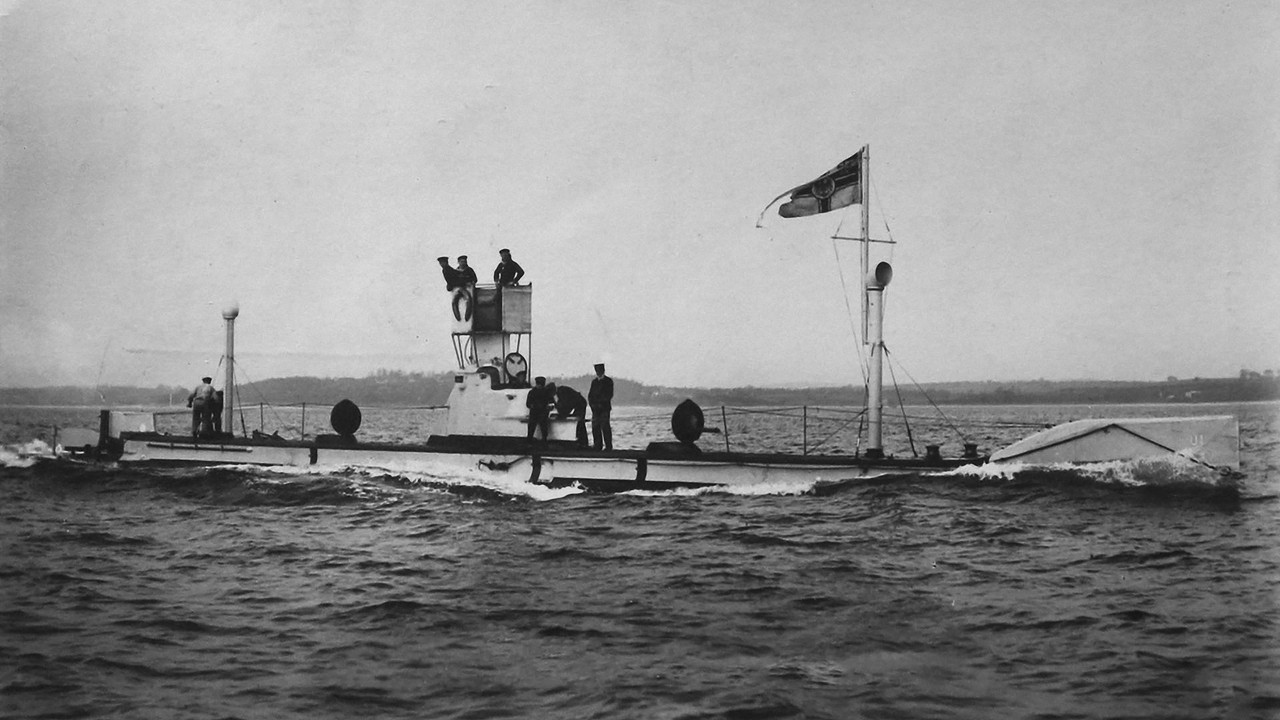
U-1 na morzu w 1916

Po wybuchu I wojny światowej był już uważany za całkowicie przestarzały, zbyt słabo uzbrojony i nie był wykorzystywany bojowo. Jako okręt szkolny nie podlegał ustaleniom rozejmu w Compiègne i nie został wydany zwycięzcom. W 1919 roku był początkowo przeznaczony do złomowania, ale został odkupiony przez stocznię Germaniawerft i w 1921 roku przekazany jako zabytek techniki monachijskiemu Deutsches Museum. Uszkodzony podczas bombardowań miasta w czasie II wojny światowej, został następnie odrestaurowany i jest eksponowany do dziś.